# Martina Cole
Martina Cole (* 1959 in Essex) ist eine englische Kriminalschriftstellerin.

## Leben und Werk
Cole wuchs in Aveley bei Essex auf und ist gelernte Altenpflegerin. Mit ihrem Sohn und ihrer Tochter lebt sie noch immer in Essex. Viele ihrer Romane erreichten bereits kurz nach dem Erscheinen die Nummer-Eins-Position auf den englischen Bestsellerlisten. Bis heute hat sie 17 Romane geschrieben. Acht Romane wurden bislang in Deutschland veröffentlicht. Die Protagonisten in Coles Büchern sind immer Frauen, die sich durch ihre besondere Stärke in schwierigen Lebenslagen auszeichnen. Die Romane spielen überwiegend in der irischen Gangsterszene in und um London. Drei ihrer Bücher (The Jump; Dangerous Lady; The Take) wurden als Mehrteiler für das britische Fernsehen verfilmt.

### Rezension
Lutz Bunk von Deutschlandradio-Kultur schreibt unter anderem zur Autorin:"....Martina Cole ist die Meisterin des politisch-sozialkritischen Kriminalromans, und sie ist eine Meisterin der Suspense-, der Spannungsliteratur, weil sie einfach eine begnadet gradlinige Story-Tellerin ist....Martina Cole erzählt aggressiv, kompromisslos, ohne jeden Schnörkel, ohne Metaphern, und 100prozentig authentisch, das heißt, sie benutzt die brutal harte Sprache jener Menschen, die sie beschreibt, lässt sie handeln und sprechen und verzichtet darauf, als Autorin zu reflektieren.... Was Martina Cole zur Meister-Autor macht, das ist ihre handwerklich brillante Handlungsführung, die konsequente Durchführung des Plots...."

## Werke
| - Gefährliche Lady, Übers. Susanne Aeckerle, Piper München, 1994, ISBN 3-492-03632-5 - Die Tochter, Übers. Jens Plassmann, Heyne München, 2009, ISBN 978-3-453-43299-4 - Goodnight Lady, 1994 - The Jump, 1995 - Die Aufsteigerin, Übers. Teja Schwaner, Heyne München, 2009, ISBN 978-3-453-43298-7 - Die Gefangene, Übers. Michélle Pyka, Heyne München, 2004, ISBN 3-453-43143-X - Broken, 2000 - Faceless, 2001 - Maura’s Game, 2002 | - Das Gesicht, Übers. Anja Schünemann, Heyne München, 2005, ISBN 3-453-43028-X - Das Abbild, Übers. Lilo Kurzmüller, Heyne München, 2006, ISBN 978-3-453-43169-0 - Die Schwester, Übers. Bea Reiter, Heyne München, 2008, ISBN 978-3-453-43236-9 - Der Clan, Übers. Jens Plassmann, Heyne München, 2009, ISBN 978-3-453-43366-3 - Faces, 2007 - The Business, 2008 - Hard Girls, 2009 - The Family, 2010 |